# Cyclophora radiata
Cyclophora radiata là một loài bướm đêm trong họ Geometridae.